# ジェームズ・マコーレー
ジェームズ・デービッド・マコーレー（James David McCawley, 1938年3月30日 - 1999年4月10日）はスコットランド出身のアメリカ合衆国の言語学者。元アメリカ言語学会会長。

## 生涯
James Quillam McCawley Jr.はスコットランド・グラスゴーに生まれた。家族は1939年にアメリカに移住することを決めた。医師であった母は戦争のため医療行為が必要と感じ、子供とともにスコットランドに留まったが、戦後アメリカに移住する。本人は後にアメリカの市民権を得るときにJames David McCawleyで登録した。
高校では飛び級をし、1954年に16歳でシカゴ大学に入学する。その時の専攻は数学だった。1959年から1年間フルブライト奨学金によりミュンスターのヴェストファーレン・ヴィルヘルム大学に留学。しかし徐々に言語学への関心が深まっていき、帰国後3年間、MITの最初の言語学の博士課程で言語学を研究、現代標準日本語のアクセント体系の研究(The accentual system of modern standard Japanese)でPh.D.を取得した（1965年、ノーム・チョムスキーの指導）。
1964年以来シカゴ大学の言語学科に所属していたが、心臓発作のために1999年に急死した。
マコーレーは言語学者の赤塚紀子（1937年-2016年、カリフォルニア大学ロサンゼルス校教授）と1971年に結婚したが（結婚式はベートーヴェンの誕生日に行われた）、1978年に離婚した。

## 業績
マコーレーは統語論、意味論、音韻論を研究し、特に生成意味論の研究で知られる。
関心の領域は多岐に渡り、自ら楽器を演奏し作曲したり、自分自身で料理した世界中の美味を招いた客に振舞ったりし、研究上でも言語学の領域は広く覆い、言語哲学、科学哲学、論理学など幅広い領域において重要な研究を行った。自分の研究が特定の名称の枠に嵌められることを嫌い、また、言語学が正統な科学となることを希求した。
また、『中華料理のメニューの漢字の読み方』("The Eater's Guide to Chinese Characters")、『言語学者が論理学について知りたい-けど恥ずかしくて訊けない-ことの全て』("Everything That Linguists Have Always Wanted to Know About Logic* *but Were Ashamed to Ask")というような洒落っ気のある作品でも知られる（それぞれが『銀河ヒッチハイク・ガイド』("The Hitchhiker's Guide to the Galaxy")、『ウディ・アレンの誰でも知りたがっているくせにちょっと聞きにくいSEXのすべてについて教えましょう』("Everything You Always Wanted to Know About Sex* (*But Were Afraid to Ask)")のもじりになっている）。ちなみに、シカゴ大学の図書館には、漫画『美味しんぼ』が寄贈されており、「From the Kitchen of Professor James McCawley」となっている。難解な語の吹き出しの隅に、ふりがなと意味がメモされていることから、氏が料理漫画を用いて日本語を学習していたことがわかる。大好きな料理と日本語学習を結びつけるところから氏の人柄が垣間見られる。
筆名として架空の大学「南ハノイ工科大学 （SHIT） 」のQuang Phuc Dongを名乗り、雑誌Languageで初めて風刺的な論文として認定された'English sentences without overt grammatical subject'を執筆した。この論文は『左翼手発の研究：マコーレー33歳か34歳記念誹謗論文集』（1971年/1992年）という論文集にも収められている（ここには'Glossary of linguistic terminology'という、用語自体がそれが指し示す現象を例示している（例えば'Reduduplication','epenethesis'）用語集も収められている）。なお、彼の記念論文集は後年ちゃんと出版されている。